# Pavel Aleksandrovich Alekseyev
Pavel Aleksandrovich Alekseyev (tiếng Nga: Па́вел Алекса́ндрович Алексе́ев; 10 tháng 12, 1888, Pechory, tỉnh Pskov - 23 tháng 2, 1942, Saratov ) là một tướng lĩnh Liên Xô, Trung tướng hàng không (1940). Ông là một trong những nạn nhân của Cuộc Thanh trừng Hồng quân 1941.

## Tiểu sử
Pavel Alekseyev sinh ngày 10 tháng 12 năm 1888 tại thành phố Pechory (nay là vùng Pskov) trong một gia đình lao động. Sau khi tốt nghiệp trường làng và chủng viện, ông bắt đầu công việc giáo viên ở địa phương. Năm 1915, ông được trưng binh vào Quân đội Đế quốc Nga và phục vụ như một binh nhì trong Tiểu đoàn Bộ binh Dự bị 51. Năm 1916, ông tốt nghiệp Trường sĩ quan Tiflis và được bổ nhiệm làm trợ lý trưởng đội trinh sát của Trung đoàn bộ binh Yenisei số 94 . Cùng năm đó, ông được cử tham gia một khóa học chụp ảnh trên không, sau đó phục vụ với tư cách là chuyên viên chụp ảnh trên không tại trụ sở của Tập đoàn quân 10 và cấp bậc cao nhất là Thiếu úy.
Năm 1918, ông gia nhập Hồng quân. Từ năm 1918 đến năm 1920, ông lần lượt giữ các chức vụ như chuyên viên chụp ảnh trên không, phụ tá chỉ huy một phân đội không quân, chỉ huy một phân đội không quân. Sau đó, ông được bổ nhiệm làm thanh tra các dịch vụ hàng không đặc biệt của hàng không mặt trận. Năm 1920, ông vào Trường bay Yegoryevsk và trở thành một phi công hướng dẫn. Sau đó, ông giữ chức chỉ huy phi đội huấn luyện của Trường Phi công Quân sự số 1.
Từ tháng 5 năm 1928 đến tháng 9 năm 1929, ông giữ chức trưởng phòng giáo dục của trường phi công quân sự số 2 mang tên Osoaviakhim. Từ tháng 12 năm 1929 đến tháng 6 năm 1931 - chỉ huy phi đội hàng không 57. Năm 1930, ông tốt nghiệp khóa đào tạo nâng cao dành cho sĩ quan chỉ huy tại Học viện Không quân Zhukovsky. Từ tháng 6 năm 1931 đến tháng 4 năm 1932, ông được biệt phái về Tổng cục Xây dựng Quân sự Hồng quân. Từ tháng 4 năm 1932, ông chỉ huy Lữ đoàn không quân số 14. Từ năm 1934 đến tháng 2 năm 1936 - chỉ huy Lữ đoàn máy bay ném bom hạng nặng số 2. Năm 1936, ông được bổ nhiệm làm trưởng trạm thử nghiệm chuyến bay tại Nhà máy số 22. Từ năm 1936 đến năm 1937, ông tham gia Nội chiến Tây Ban Nha và được tặng thưởng Huân chương Lenin. Từ tháng 7 năm 1938, ông thực hiện các nhiệm vụ đặc biệt của Lực lượng Không quân Hồng quân. Từ tháng 4 năm 1939 - Cục trưởng Cục Cung ứng Hàng không Hồng quân. Cuối năm 1940, ông bị giáng chức làm trợ lý chỉ huy Lực lượng Không quân Quân khu Volga cho các cơ sở giáo dục quân sự.
Theo kho lưu trữ của Tổng thống Liên bang Nga, Trung tướng Pavel Alekseyev bị bắt ngày 19 tháng 6 năm 1941. Ông bị kết án theo các cáo buộc về các hoạt động phá hoại theo lời khai của Yusupov. Theo bản án, ông đã thừa nhận rằng từ năm 1939 đã tham gia vào một âm mưu quân sự chống Liên Xô và được Loktionov tuyển dụng. Theo đó, ông liên kết với một số chỉ huy cao cấp thực hiện hành vi phá hoại trang bị vũ khí của Không quân, chấp nhận những chiếc máy bay bị lỗi và chưa hoàn thiện từ ngành công nghiệp, đồng thời trì hoãn việc tái trang bị vật tư mới cho các đơn vị không quân.
Ngày 13 tháng 2 năm 1942, tại một cuộc họp đặc biệt của NKVD Liên Xô, ông bị kết án tử hình. Ông bị xử bắn ở thành phố Saratov vào ngày 23 tháng 2 năm 1942. Ông được phục hồi danh dự bởi Tòa án quân sự cao cấp của Tòa án Tối cao Liên Xô vào ngày 5 tháng 11 năm 1955.

## Lược sử cấp bậc
- Lữ đoàn trưởng (28/11/1935)
- Sư đoàn trưởng (04/03/1938)
- Trung tướng (04/06/1940)

## Giải thưởng
- Huân chương Lenin (1937)
- Ba Huân chương Sao Đỏ (1938, 1939, 1940)